# Чеченская Красная армия

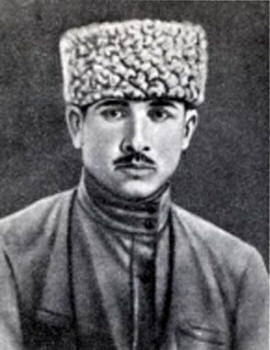
Командующий Чеченской Красной армии Асланбек Шерипов

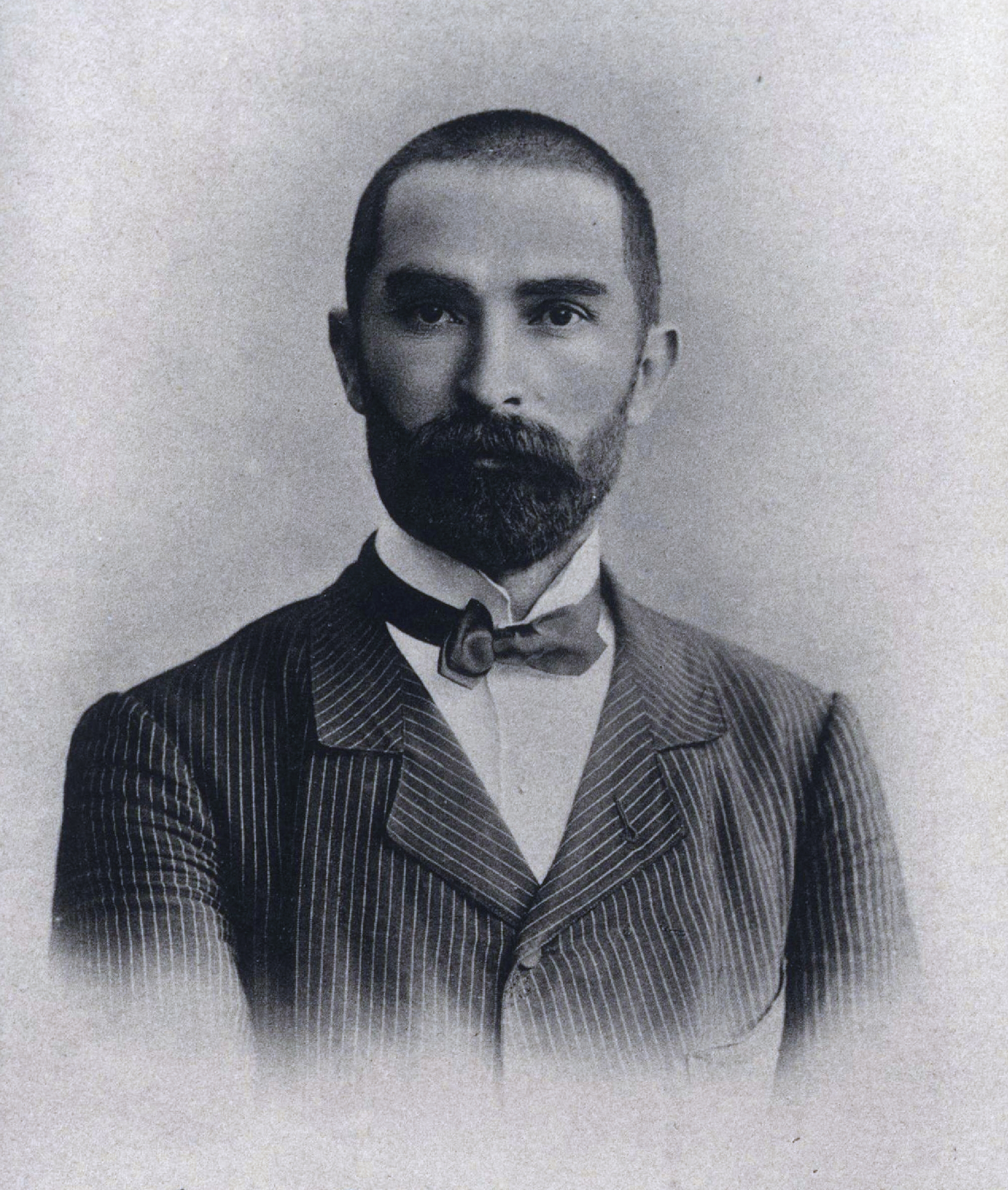
Руководитель Гойтинского народного совета Таштемир Эльдарханов

Чече́нская Кра́сная а́рмия была создана в августе 1918 года. Участвовала в боях Гражданской войны. Центром формирования чеченских воинских формирований стал Гойтинский народный совет. Организаторами армии были Асланбек Шерипов и Таштемир Эльдарханов. Военное руководство осуществлял Асланбек Шерипов. В армию были включены жители чеченских сёл, поддержавшие новую власть.

## Регион
Формирование Чеченской Красной армии началось на территории Урус-Мартановского района (Гойты, Алхан-Юрт, Старые Атаги). Потом зона её влияния распространилась и на Шатойский район.

## Численность
В апреле 1918 года в селе Гойты был сформирован полк Чеченской Красной армии в 520 бойцов (самое крупное подразделение). Ещё один меньший по численности полк удалось создать в Алхан-Юрте. В Старых Атагах удалось мобилизовать сотню красноармейцев. К лету 1918 году Чеченская Красная армия насчитывала 3000 бойцов и состояла преимущественно из сельских отрядов самообороны, рассредоточенных по 18 селениям.

## История

### Стодневные бои
Первым заданием Чеченской Красной армии стало прикрытие участка от Ханкальского ущелья до окраин Грозного с целью обеспечения охраны тыла частей грозненского пролетариата. В августе-ноябре 1918 года в Грозном шли сражения против бичераховцев. Чеченские части сыграли большую роль в охране тыла солдатских и рабочих частей, обеспечивали их снабжение боеприпасами и продовольствием. Близ станицы Петропавловской чеченцами был разгромлен отряд белоказаков, помогавших бичераховцам.
В это время станица Ермоловская находилась под контролем контрреволюционеров. В окрестностях станицы непрерывно шли упорные бои красноармейцев с белоказаками. В октябре 1918 года красноармейцы разобрали железнодорожный путь, ведущий из станицы в Грозный, в результате чего бронепоезд противника пошёл под откос. Примерно тогда же чеченцами была нарушена телефонная связь между станицей Грозненской и другими станицами Сунженской линии.
Противоречия в Гойтинском народном совете, которому фактически подчинялся Асланбек Шерипов, привели к публичному заявлению об отставке последнего. 13 октября это заявление, адресованное правительству Терской советской республики, было опубликовано во владикавказской газете «Народная власть». В ответ на это заявление Терский народный совет своей властью назначил Шерипова командующим Чеченской Красной армии.
12 ноября 1918 года благодаря совместным действиям грозненского пролетариата, отрядов красного казачества под руководством Александра Дьякова и Чеченской Красной армии осада Грозного была снята, а бичераховцы вынуждены были отступить.
В конце ноября 1918 года во Владикавказе открывается V съезд народов Терека, на котором Серго Орджоникидзе предупреждает делегатов о новой опасности, которая грозит народам Терской области. Он призвал народы Терека защищать Советскую власть от чермоевских банд с такой же решимостью, с какой они сражались против бичераховских. Вслед за Орджоникидзе выступил Асланбек Шерипов:
«Чеченская Красная Армия не за страх, а за совесть просит отправить её на любой фронт, и в любое время будет сражаться с контрреволюционерами».

### ВторжениеВооружённых сил Юга России
В январе 1919 года к Тереку двинулись войска Деникина. 11-я армия РККА отошла к Астрахани. Небольшие по численности силы Терской советской республики, выдвинувшиеся навстречу белогвардейцам, были разгромлены. В начале февраля деникинцы подошли к Владикавказу. В помощь защитникам города из Грозного были направлены две воинские части. Деникинцы направили на Грозный три своих дивизии. Красноармейцы не имели достаточных сил для обороны города. В ночь со 2 на 3 февраля оставшиеся в живых грозненцы вынуждены были отойти к Сунже. Здесь они соединились с красными казаками Александра Дьякова и вместе несколько дней отбивались от наседавших деникинцев. Жители ряда сёл грабили и обезоруживали отступающих. В сёлах Гехи, Гойты, Гехичу, Бамут, Урус-Мартан и ряде других, наоборот, красноармейцы получили помощь, кров и защиту. Так, например, в Гойтах в эти дни спасалась семья одного из руководителей грозненского пролетариата Николая Гикало. Участник эти событий Алексей Костерин писал, что в этот период в чеченских сёлах нашли убежище не менее пяти тысяч бойцов Красной армии.
Чеченские части отошли в горы, где стали копить силы для продолжения борьбы. Деникинцы начали готовить поход против чеченских сёл, в которых укрылись красноармейцы, о чём стало известно руководству красноармейцев. Началась подготовка сёл к обороне. Разведка деникинцев доносила своему руководству:
Из захваченных большевистских документов видно, что из чеченцев большевиками была сформирована Красная Армия. Всего из 18 селений района Алды, Ачхой-Мартан, Герменчук было собрано около 1500 чеченцев-красноармейцев, добровольцев, несших службу пешими и конными. Наибольшее количество дало селение Гойты — 520 человек, составлявшие гойтинский отряд.
Белогвардейцами в сёла присылались пропагандисты и парламентёры с целью убедить местное население выдать красногвардейцев и подчиниться власти Деникина. Над аулами летали самолёты, которые разбрасывали листовки соответствующего содержания. Однако эти действия не имели успеха. Население вооружалось, запасалось продуктами и боеприпасами и готовилось к нападению.
Не добившись успеха дипломатическими методами деникинцы перешли к военным. 7 марта 1919 года состоялся бой за село Гойты, в ходе которого белогвардейцы потерпели поражение, потеряли несколько сот человек убитыми и вынуждены были бросить всю артиллерию, большое число пулемётов и боеприпасов.
Наткнувшись на упорное сопротивление, противник не рискнул снова напасть на Гойты, поэтому начались его нападения на более мелкие сёла. 23 марта деникинцы захватили и уничтожили аулы Устар-Гардой, Бердыкель, заняли раъезд Джалка. 26-29 состоялись бои за Алхан-Юрт, при этом деникинцы имели десятикратное превосходство в живой силе (более 5 тысяч солдат, 24 орудия, бронепоезд, пулемёты против 500 человек, 3 орудий и нескольких пулемётов у защитников села). Более того, село подвергалось артиллерийскому обстрелу несколько дней до начала боёв.
К вечеру 29 марта деникинцам удалось окружить село. Попытки Чеченской Красной армии и ополченцев из соседних сёл прорваться на помощь осаждённым успеха не имели. Оставшиеся в селе жёны защитников воевали рядом со своими мужьями и гибли вместе с ними. Бой продолжался до полуночи. Глубокой ночью 53 уцелевших защитника села смогли вырваться из окружения. В ходе обороны погибли более 400 алхан-юртовцев (740, из которых 83 женщины). Потери деникинцев составили около 700 человек (1230).
Поражение ослабило позиции большевиков и их сторонников в Чечне. Остатки Чеченской Красной армии со своими сторонниками отошли в горы, где создали свои лагеря. В Грозном революционеры ушли в подполье. Возникло затишье в противостоянии сторон, которое революционеры использовали для вооружения и подготовки к продолжению борьбы. Деникинцами было обещано вознаграждение за поимку Шерипова и Николая Гикало, но это не помогло схватить их.
Деникинцы смогли взять под контроль только равнинную часть Чечено-Ингушетии, причём не полностью. В некоторых селениях равнинной Чечни и Ингушетии не признавали их власти и выгоняли её представителей из своих сёл. В горную часть региона белогвардейцам проникнуть не удалось несмотря на их многочисленные попытки. В июле 1919 года Орджоникидзе писал:
Северный Кавказ до границы Бакинской губернии находится формально под властью Деникина, фактически же в его руках находится узкая полоса железной дороги, а по ту и по сю сторону железной дороги — несколько волостей горцев. Горцы живут своей жизнью и никакой деникинской власти не признают.
Чтобы предотвратить новые нападения на чеченские аулы красноармейцев, которые в них укрывались, эвакуировали в горные сёла. Так село Шатой стало центром революционных сил Чечни. В селе был создан отряд красноармейцев под командованием Гикало. К январю 1920 года он вырос до 600 человек, имел на вооружении 13 пулемётов и пушку. Совместными действиями отряды Шерипова, Гикало и Узун-Хаджи разрушали тыловые коммуникации белогвардейцев, громили гарнизоны небольших сёл, захватывали оружие и боеприпасы.
Пытаясь упрочить своё положение деникинцы начали насильственную мобилизацию местного населения. Население было обложено налогами: каждый двор должен был сдать 25 пудов кукурузы, двух баранов и две тысячи рублей николаевских денег. Каждые два двора были обязаны сдать лошадь под седлом и корову. Кроме того, каждый двор должен был сдать властям винтовку и 200 патронов к ней, револьвер и 50 патронов к нему. Для обеспечения выполнения своих требований деникинцы брали заложников из числа самых влиятельных людей в каждом селе.
За 13 месяцев своего пребывания на территории Чечни и Ингушетии деникинцы разрушили и сожгли более 30 аулов, расстреляли и повесили в Грозном более 2 тысяч людей, убили в боях тысячи. Эти действия вызывали возмущение населения. В сёлах Шали и Ведено местными жителями были убиты деникинские старшины. В Курчалое старшине удалось бежать, после чего жители сожгли его дом. Старшина Сержень-Юрта был ранен в перестрелке, после чего ему удалось скрыться и больше он в село не возвращался. Газета «Правда» 31 октября 1919 года писала:
Перешедшие на нашу сторону мобилизованные Деникиным крестьяне передают, что чеченцы, находящиеся в войсках Деникина, самостоятельно снимаются с позиций и отправляются на Кавказ, заявляя, что они не могут оставаться вдали от своей родины, восставшей против деникинцев.
В начале осени 1919 года действия красноармейцев активизировались. Они стали нападать на тыловые части белогвардейцев. В ходе одного из таких боёв 11 сентября 1919 года близ станицы Воздвиженской (ныне в черте Грозного) Асланбек Шерипов был убит. Чтобы не допустить развала тыла Деникин вынужден был снимать части с фронта. В сентябре в регион был направлен корпус генерала Покровского численностью 7 тысяч штыков, а на следующий месяц — полки генерала Шкуро.
Но сопротивление местного населения продолжало расти. 28 сентября состоялся бой между вновь прибывшими частями генерала Шкуро и красноармейцами. В результате сражения белогвардейцы были разгромлены, они потеряли более 800 человек убитыми и пленными. Осенью 1919 года Кавказский краевой комитет РКП(б) для помощи красноармейцам прислал в Ингушетию группу военных специалистов, оружие и боеприпасы. Из Грузии в Ингушетию были присланы артиллеристы, пулемётчики, связисты, военные медики. В октябре 1919 года правитель Чечни генерал Эрисхан Алиев объявил чеченским аулам ультиматум деникинского правительства. Ультиматум требовал выдачи укрывающихся в сёлах красноармейцев, партизан и большевиков и выделения людей для обеспечения охраны войск. Сёла, которые не выполняли это требование или из которых обстреливали деникинцев, подлежали уничтожению. Аулы, которые не могли обеспечить выполнение этих условий, должны были сами побеспокоиться об эвакуации женщин и детей, потому что деникинцы обещали никого не щадить.
Однако влияние белогвардейцев падало с каждым днём. Это привело к тому, что 16 марта 1920 года они оставили Грозный. 17 марта в город вошёл партизанский отряд под руководством Гикало. 24 марта в Грозный вошли части 11-й армии РККА. К концу марта от деникинцев была освобождена вся Терская область.